# Štefanov nad Oravou
Štefanov nad Oravou (polsky Szczepanów nad Orawą, maďarsky Stepanó) je obec na Slovensku v okrese Tvrdošín. V obci žije 700 obyvatel. První písemná zmínka o obci pochází z roku 1355.

## Osobnosti
- Jozef Gazdík (1931–1982) – překladatel a redaktor